# 't Hoogje
 't Hoogje is een gemeentelijk monument aan de Peter van den Breemerweg in Soest in de provincie Utrecht.
De achttiende-eeuwse langhuisboerderij werd in gebouwd op de hoek van de Van den Breemerweg met de Hooiweg. In 1929 werd aan de rechterzijde een kruk bijgebouwd. De nok van deze kruk met halfronde dakkapel is lager dan de nok van het voorhuis. De boerderij heeft een L-vormige plattegrond waarbij gemetselde muren het rieten schilddak dragen. In de symmetrische voorgevels zitten vier schuifvensters met glas-in-lood bovenlichten met op de eerste verdieping twee kleinere, soortgelijke vensters. Aan de rechtergevel is een aanbouw met plat dak. Boven de baanders in de achtergevel vormen muurankers het bouwjaar 1924.